# Callum Voisin
Callum Voisin (Genève, 6 maart 2006) is een Brits-Zwitsers autocoureur. In 2023 won hij de titel in het GB3 Championship.

## Carrière

### Ginetta Junior Championship
Voisin begon zijn autosportcarrière in 2021 op vijftienjarige leeftijd in het Ginetta Junior Championship, waarin hij uitkwam voor R Racing. Hij behaalde zeven overwinningen: drie op Brands Hatch, twee op het Thruxton Circuit en een op zowel het Snetterton Motor Racing Circuit als het Knockhill Racing Circuit. Daarnaast stond hij in vier andere races op het podium. Een aantal mindere resultaten en een groot aantal strafpunten zorgden er echter voor dat hij met 415 punten slechts zesde in de eindstand werd.

### GB3
In 2022 maakte Voisin de overstap naar het formuleracing en kwam hij uit in het GB3 Championship voor Carlin. Hij begon het seizoen met twee rustige weekenden, voordat hij in het derde weekend op Donington Park zijn eerste overwinning in de klasse behaalde. In de rest van het seizoen won hij nog twee races op Snetterton en Donington. Daarnaast behaalde hij nog drie podiumfinishes; twee op Silverstone en een op het Circuit de Spa-Francorchamps. Met 359 punten werd hij achter Luke Browning, Joel Granfors en Tom Lebbon vierde in het eindklassement.
In 2023 bleef Voisin actief in de GB3 bij Rodin Carlin. Hij begon het seizoen met twee podiumfinishes op het Oulton Park Circuit, gevolgd door een podiumplaats op Silverstone en twee podiumplaatsen op Spa. In de daaropvolgende weekenden op Snetterton en Silverstone stond hij opnieuw eenmaal op het podium. Op Brands Hatch behaalde hij in de tweede race zijn eerste zege van het seizoen, nadat hij in de eerste race tweede werd. In de ronde op het Circuit Zandvoort kwam hij niet verder dan een vijfde plaats in de derde race, voordat hij in het laatste raceweekend op Donington een overwinning en een tweede plaats behaalde. Gedurende het hele seizoen was hij in gevecht met Alex Dunne en Joseph Loake om de titel. Uiteindelijk werd hij na afloop van de laatste race gekroond tot kampioen in de klasse met 484 punten. Aan het eind van het jaar werd hij genomineerd voor een Autosport BRDC Award, maar verloor hierin van Loake.
In het laatste raceweekend van 2024 op Brands Hatch keerde Voisin eenmalig terug in de GB3 bij Rodin en behaalde hij een podiumplaats.

### Formule 3
In 2024 debuteerde Voisin in het FIA Formule 3-kampioenschap bij Rodin Motorsport, de opvolger van Carlin. Op Silverstone won hij oorspronkelijk de race, maar werd hij vanwege een tijdstraf voor een illegale inhaalactie teruggezet naar de derde plaats. Op Spa-Francorchamps behaalde hij alsnog zijn eerste zege. Met 67 punten werd hij twaalfde in de eindstand.
In 2025 blijft Voisin actief in de Formule 3 bij Rodin.